# Kurachove
Kurachove (ukrajinsky Курахове; rusky Курахово – Kurachovo) je město v Doněcké oblasti na Ukrajině. Leží na levém břehu Kurachovské přehrady na řece Vovče, zhruba 50 kilometrů na západ od Doněcku. V roce 2013 žilo ve městě dvacet tisíc obyvatel.

## Historie
Sídlo vzniklo v roce 1936 z dělnické osady pracovníků nedaleké elektrárny. Do roku 1943 se jmenovalo Kurachovgresstroj (Кураховгрэсстрой), pak až do roku 1956, kdy se stalo městem, Kurachovgres (Кураховгрэс).